# Resolutie 221 Veiligheidsraad Verenigde Naties
Resolutie 221 van de Veiligheidsraad van de Verenigde Naties was de tweede resolutie van 1966 die door de leden van de VN-Veiligheidsraad werd aangenomen. Dat gebeurde op de 1277e vergadering van de Raad op 9 april. Bulgarije, Frankrijk, Mali, de Sovjet-Unie en Uruguay onthielden zich van stemming.

## Achtergrond
Anno 1965 was Zuid-Rhodesië, het huidige Zimbabwe, een kolonie van het Verenigd Koninkrijk. Het land werd bestuurd door een blanke minderheid onder leiding van Ian Smith. Op 11 november 1965 riep diens regering de onafhankelijkheid van de Republiek Rhodesië uit.

## Inhoud
De Veiligheidsraad riep de resoluties 216 en 217 in herinnering en speciaal de oproep die daarin was gedaan aan alle staten om hun economische relaties met Zuid-Rhodesië te verbreken, inclusief een embargo op olie en petroleum.
De Veiligheidsraad was ernstig bezorgd over het arriveren van een tanker met olie in Beira, van waaruit met instemming van de Portugese regering, via een pijplijn door Mozambique, olie vervoerd kon worden naar Zuid-Rhodesië. Opgemerkt werd dat zo'n olietransport het onrechtmatige regime in Zuid-Rhodesië kon versterken. Besloten werd dat de resulterende situatie een bedreiging was van de vrede.
De Portugese regering werd gemaand geen olie vanuit Beira naar Zuid-Rhodesië te pompen, en geen olie te accepteren in Beira. Alle staten kregen het verzoek hun schepen om te leiden als die mogelijk olie naar Beira vervoerden. De regering van het Verenigd Koninkrijk werd gemaand te voorkomen dat olie Beira bereikte, desnoods met geweld. Het Verenigd Koninkrijk werd gemachtigd het schip de Joanna V tegen te houden.

## Verwante resoluties
- Resolutie 216 Veiligheidsraad Verenigde Naties
- Resolutie 217 Veiligheidsraad Verenigde Naties
- Resolutie 232 Veiligheidsraad Verenigde Naties

Lijst ·  220 ·  221 ·  222 ·  223 ·  224 ·  225 ·  226 ·  227 ·  228 ·  229 ·  230 ·  231 ·  232